# JS Taminoise
Royal Jeunesse Sportive Tamines is een Belgische voetbalclub uit Tamines. De club is aangesloten bij de KBVB met stamnummer 3939 en heeft zwart en wit als kleuren. De club speelde in haar bestaan bijna tien jaar in de nationale reeksen. De club heeft een grote jeugdopleiding, met meer dan 30 elftallen in competitie.

## Geschiedenis
Jeunesse Sportive Taminoise werd opgericht in september 1943 en sloot zich later die maand aan bij de Belgische Voetbalbond, waar men stamnummer 3939 kreeg toegekend. Meer dan een halve eeuw bleef de club in de provinciale reeksen spelen. JS Taminoise was dan ook niet de eerste club uit het dorp. Bijna de hele 20ste eeuw speelde in Tamines ook Entente Tamines, dat zelfs meer dan tien jaar in de nationale reeksen speelde. Die club verdween in 2000.
JS Taminoise kende zijn beste periode na de millenniumovergang. In 2001 werd men immers kampioen in Eerste Provinciale, vijf jaar na het pas verdwenen Entente Tamines, en zo promoveerde JS Taminoise voor het eerst in zijn bestaan naar de nationale afdelingen. De ploeg kon er zich de eerste seizoenen vlot handhaven in Vierde Klasse, tot 2005. Dat jaar werd de club laatste en degradeerde na vier jaar weer naar Eerste Provinciale.
Taminoise dwong er in 2005/06 meteen een plaats in de interprovinciale eindronde af. De finale werd er verloren, maar door het verdwijnen van K. Beringen-Heusden-Zolder uit de hogere afdelingen kwam een extra plaats vrij. Taminoise won een barragewedstrijd tegen Soignies Sports en promoveerde zo na één seizoen terug naar Vierde Klasse. De club kon zich er de volgende jaren handhaven in de middenmoot. In 2008/09 streed men zelfs lang mee voor de titel, maar uiteindelijk eindigde men als derde.

## Resultaten
| Seizoen | Klasse | Klasse | Klasse | Klasse | Klasse | Klasse | Klasse | Klasse | Klasse | Reeks                                                    | Punten                                                   | Opmerkingen                                                                                   |
|         | I      | I      | II     | III    | IV     | P.I    | P.II   | P.III  | P.IV   |                                                          |                                                          |                                                                                               |
| ------- | ------ | ------ | ------ | ------ | ------ | ------ | ------ | ------ | ------ | -------------------------------------------------------- | -------------------------------------------------------- | --------------------------------------------------------------------------------------------- |
| 2001/02 |        |        |        |        | 9      |        |        |        |        | Vierde klasse D                                          | 41                                                       |                                                                                               |
| 2002/03 |        |        |        |        | 8      |        |        |        |        | Vierde klasse D                                          | 44                                                       |                                                                                               |
| 2003/04 |        |        |        |        | 8      |        |        |        |        | Vierde klasse D                                          | 39                                                       |                                                                                               |
| 2004/05 |        |        |        |        | 16     |        |        |        |        | Vierde klasse                                            | 16                                                       |                                                                                               |
| 2005/06 |        |        |        |        |        |        |        |        |        | Eerste prov. Namen                                       |                                                          | Derde in interprovinciale eindronde, maar promotie door schrapping K. Beringen-Heusden-Zolder |
| 2006/07 |        |        |        |        | 10     |        |        |        |        | Vierde klasse D                                          | 37                                                       |                                                                                               |
| 2007/08 |        |        |        |        | 10     |        |        |        |        | Vierde klasse D                                          | 38                                                       |                                                                                               |
| 2008/09 |        |        |        |        | 3      |        |        |        |        | Vierde klasse A                                          | 54                                                       |                                                                                               |
| 2009/10 |        |        |        |        | 7      |        |        |        |        | Vierde klasse D                                          | 42                                                       |                                                                                               |
| 2010/11 |        |        |        |        | 13     |        |        |        |        | Vierde klasse A                                          | 32                                                       | Verlies in eindronde voor behoud                                                              |
| 2011/12 |        |        |        |        |        | 1      |        |        |        | Eerste prov. Namen                                       | 74                                                       |                                                                                               |
| 2012/13 |        |        |        |        | 13     |        |        |        |        | Vierde klasse D                                          | 33                                                       | Verlies in eindronde voor behoud                                                              |
| 2013/14 |        |        |        |        |        | 1      |        |        |        | Eerste prov. Namen                                       | 73                                                       |                                                                                               |
| 2014/15 |        |        |        |        | 12     |        |        |        |        | Vierde klasse D                                          | 36                                                       |                                                                                               |
| 2015/16 |        |        |        |        | 9      |        |        |        |        | Vierde klasse D                                          | 40                                                       |                                                                                               |
|         | 1A     | 1B     | 1Am    | 2Am    | 3Am    | P.I    | P.II   | P.III  | P.IV   | Vanaf 2016-17 zijn er 3 nationale en 2 regionale niveaus | Vanaf 2016-17 zijn er 3 nationale en 2 regionale niveaus | Vanaf 2016-17 zijn er 3 nationale en 2 regionale niveaus                                      |
| 2016/17 |        |        |        |        | 13     |        |        |        |        | Derde klasse Am.                                         | 20                                                       |                                                                                               |
| 2017/18 |        |        |        |        | 10     |        |        |        |        | Derde klasse Am.                                         | 37                                                       |                                                                                               |
| 2018/19 |        |        |        |        | 14     |        |        |        |        | Derde klasse Am.                                         | 29                                                       |                                                                                               |
| 2019/20 |        |        |        |        |        | 1      |        |        |        | Eerste prov. Namen                                       | 63                                                       |                                                                                               |
| 2020/21 |        |        |        |        | -      |        |        |        |        | Derde afdeling ACFF A                                    | -                                                        | Geen competitie door Covid-19                                                                 |
| 2021/22 |        |        |        |        | 8      |        |        |        |        | Derde afdeling ACFF A                                    | 40                                                       |                                                                                               |
| 2022/23 |        |        |        |        | 10     |        |        |        |        | Derde afdeling ACFF A                                    | 36                                                       |                                                                                               |
| 2023/24 |        |        |        |        | 14     |        |        |        |        | Derde afdeling ACFF A                                    | 33                                                       | Degradatie                                                                                    |
| 2024/25 |        |        |        |        |        | 16     |        |        |        | Eerste prov. Namen                                       | 16                                                       |                                                                                               |
| 2025/26 |        |        |        |        |        |        |        |        |        | Tweede prov. Namen B                                     |                                                          |                                                                                               |